# Muntanyes Lăpuș

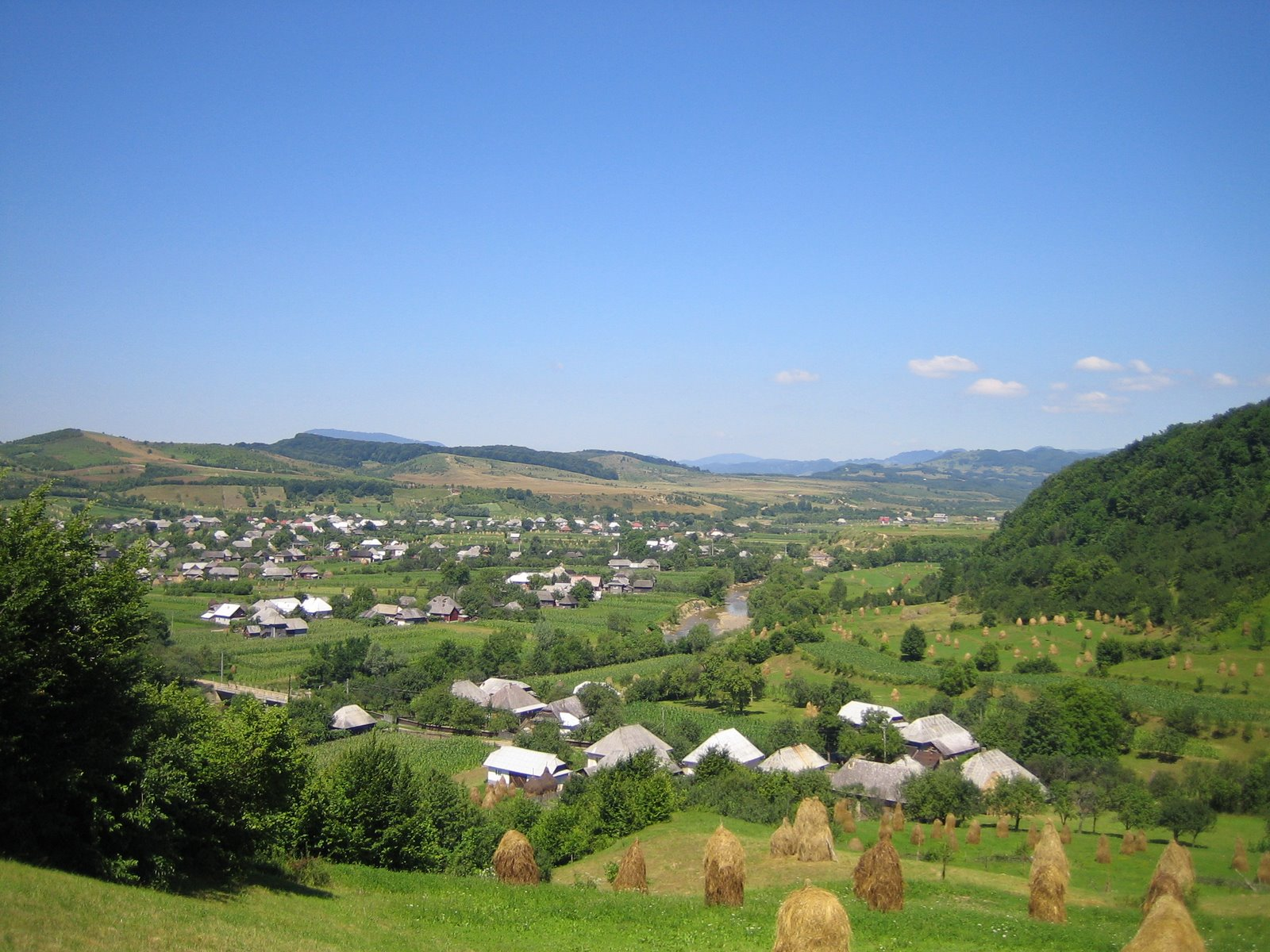
poble de Lăpuş

Les muntanyes Lăpuș (en romanès: Munții Lăpușului, en hongarès: Lápos-hegység) són un grup de muntanyes dels Carpats orientals, situat a les regions del nord de Romania de Maramureș i Bucovina. L'elevació màxima d'aquestes muntanyes és d'uns 1.800 m i un riu també amb el nom Lăpuş travessa la vall.

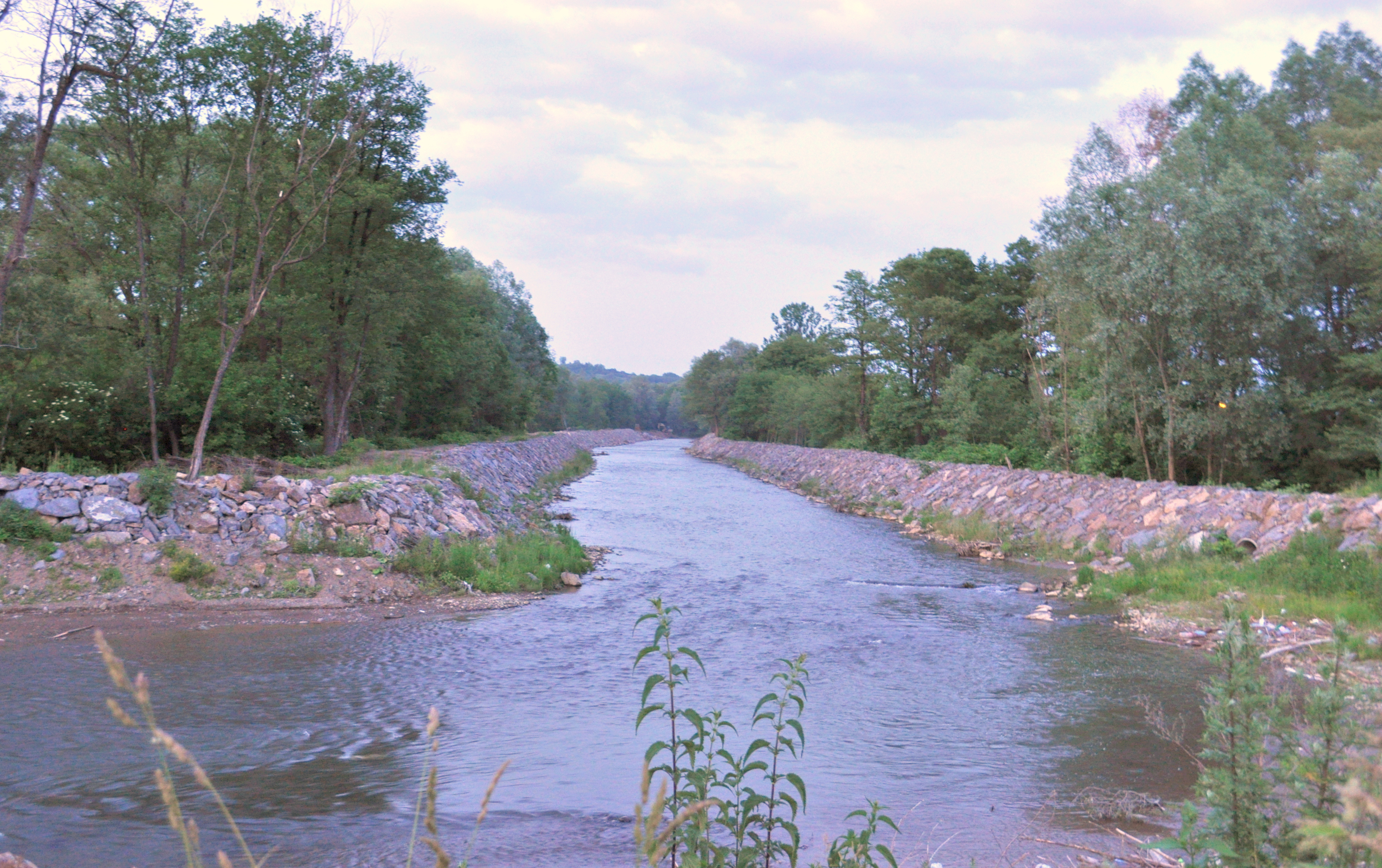
Riu Lăpuş